# 崇文书院 (浙江)
崇文书院是一个位于浙江省杭州市的书院，始建于明代。现为杭州胜利小学。

## 历史
崇文书院原在苏堤跨虹桥西，万历二十七年（1599年），巡盐御史叶永盛集盐商子弟在船上进行授课，称为“舫课”，课后，学生各自划船至僻静处温习，傍晚击钲号召学生回舫上交作业，学生所作的文章被称为“舫散”。后在西湖畔建西湖书院，院址位于今竹素园南门。
康熙二十二年（1683年），歙县诸生汪秦镏倡修书院,并撰写《修崇文书院记》。康熙四十四年（1705年），康熙皇帝临幸时御题“崇文”二字，因此改名崇文书院。雍正十一年（1733年），盐道张若震重修。咸丰十一年（1861年）毁于战火，同治四年（1865年），布政使蒋益礼重建书院。
光绪末，书院迁至佑圣观路原钱塘学堂旧址。光绪二十八年（1902年）改为钱塘高等小学堂。辛亥革命后改名杭县县立国民中心小学，后改名佑圣观路小学，现为杭州市胜利小学。